# Timoleague
Timoleague (iriska:Tigh Molaige) är en ort på den södra delen av Irland i grevskapet Cork. Namnet betyder Molagas hem, efter Sankt Molaga som anses vara den som tog biodlingen till Irland. Det finns fortfarande biodlingar i området. År 2006 hade orten 365 invånare.